# إيزابيل كيرسشوفيسكي
إيزابيل كيرسشوفيسكي (بالألمانية: Isabel Kerschowski)‏ (22 يناير 1988 ببرلين الشرقية في ألمانيا الشرقية - ) هي لاعبة كرة قدم ألمانية في مركز الهجوم، شاركت في الألعاب الأولمبية الصيفية 2016. وشاركت مع منتخب ألمانيا لكرة القدم للسيدات ومنتخب ألمانيا تحت 17 سنة للسيدات لكرة القدم ومنتخب ألمانيا تحت 19 سنة للسيدات لكرة القدم ومنتخب ألمانيا تحت 23 سنة للسيدات لكرة القدم ‏ ومنتخب ألمانيا تحت 20 سنة للسيدات لكرة القدم. أما مع النوادي، فقد لعبت مع نادي فولفسبورغ للسيدات ومنتخب ألمانيا الوطني لكرة القدم للسيدات تحت 15 سنة ‏ وتوربينه بوتسدام وباير 04 ليفركوزن للنساء ‏.

## وصلات خارجية
- إيزابيل كيرسشوفيسكي على موقع الاتحاد الدولي (مؤرشف)  (الإنجليزية)
- إيزابيل كيرسشوفيسكي على موقع الاتحاد الأوربي (الإنجليزية)
- إيزابيل كيرسشوفيسكي على موقع قاعدة بيانات كرة القدم.إي يو (الإنجليزية)
- إيزابيل كيرسشوفيسكي على موقع Soccerway.com (الإنجليزية)
- إيزابيل كيرسشوفيسكي على موقع عالم كرة القدم.نت (الإنجليزية)
- إيزابيل كيرسشوفيسكي على موقع اللجنة الأولمبية الدولية (الإنجليزية)
- إيزابيل كيرسشوفيسكي على موقع أوليمبيديا (الإنجليزية)
- إيزابيل كيرسشوفيسكي على موقع اللجنة الأولمبية الألمانية (الألمانية)